# Kearney (Missouri)
Pour les articles homonymes, voir Kearney.
Kearney est une ville du comté de Clay dans l'État du Missouri aux États-Unis.

## Histoire de la ville
Kearney fut officieusement fondée au printemps 1856 par David T. Duncan et W.R. Cave sous le nom de Centerville et s'étendait sur qui est actuellement la partie sud de la ville. En 1867, John Lawrence a commencé à dresser les plans pour un autre village à proximité de la nouvelle ville de Kansas City. À la même époque, la compagnie de chemin de fer Cameron Railroad, filiale des Hannibal and Saint Joseph Railroad, construisait à Hannibal le premier pont sur le Missouri (rivière), connu sous le nom de Hannibal Bridge. Ces faits firent de Kansas City la ville prédominante de la région. Le président de la compagnie était Charles E. Kearney qui aurait donné son nom à la ville. Il y a en effet des présomptions que son nom provienne de la ville de Kearney, au Nebraska. La ligne de chemin de fer fonctionne toujours sous le nom de Burlington Northern and Santa Fe Railway. Les deux cités de Centerville et Kearney ayant grandi, elles fusionnèrent, et la ville de Kearney fut officiellement inaugurée en 1869.

## Démographie
La population était estimée à 8 846 habitants en 2012.

## Habitants célèbres
- Jesse James est né et a vécu à Kearney.

## Festivités
Le troisième week-end de septembre, un festival annuel s'y tient sur le thème du bandit notoire Jesse James.